# 湟中区
湟中区（こうちゅう-く）は中華人民共和国青海省西寧市に位置する市轄区。なお、チベット語では「ツォンカ」と言い、チベット仏教ゲルク派の開祖ツォンカパ（ツォンカの人という意味）の出身地として知られ、その地に建てられたゲルク派六大僧院のひとつクンブム・チャンパーリン寺（タール寺）の所在地として名高い。

## 行政区画
- 街道:康川街道
- 鎮:魯沙爾鎮、西堡鎮、上新荘鎮、田家寨鎮、甘河灘鎮、共和鎮、多巴鎮、攔隆口鎮、上五荘鎮、李家山鎮
- 郷:土門関郷、海子溝郷
- 民族郷:群加チベット族郷、漢東回族郷、大才回族郷